# Władysława Adamowicz
Władysława Adamowicz (ur. 27 stycznia 1915 w Tybory-Jeziernia, zm. 7 lutego 2004 w Pruszkowie) – podporucznik Wojska Polskiego, żołnierz Armii Krajowej, dama Virtuti Militari.

## Życiorys
Córka Piotra Chludzińskiego i Stefanii z domu Biała, miała czwórkę rodzeństwa. Szkołę powszechną ukończyła w Jabłoni Kościelnej, a małą maturę zdała we Lwowie. W 1933 r. przeniosła się do Warszawy, gdzie pracowała w salonie mody.
Po wybuchu II wojny światowej zgłosiła się do służby sanitarnej, pracowała m.in. w Szpitalu Ujazdowskim. W 1940 r. powróciła w rodzinny strony, gdzie nawiązała kontakt z miejscowymi strukturami polskiego podziemia. Rok później zaangażowała się w tajne nauczanie. 1 sierpnia 1941 r. została zaprzysiężona jako żołnierz Związku Walki Zbrojnej z przydziałem jako łączniczka w ośrodku ZWZ w Wysokim Mazowieckim. 
Odpowiadała za łączność z Komendą Główną, przy okazji swoich wypraw zajmowała się również przewożeniem broni. W okresie akcji „Burza” została ranna podczas przewożenia meldunków. Po zakończeniu działań wojennych wyjechała do Warszawy, gdzie podjęła pracę jako stenopistka. W 1948 r. wyszła za Antoniego Adamowicza i wyjechała z nim do Kuźnic Świdnickich. Od 1955 r. pracowała w administracji kopalni Victoria. W 1960 r. wykryto u niej gruźlicę, co zmusiło ją do przerwania pracy zawodowej. Zaangażowała się w działalność społeczną, w ZBoWiD pełniła funkcję sekretarki. W 1970 r. przeprowadziła się do Brwinowa, gdzie pracowała w Polskim Komitecie Pomocy Społecznej. 6 kwietnia 2000 r. została mianowana podporucznikiem Wojska Polskiego. Została członkiem zwyczajnym Klubu Kawalerów Orderu Wojennego Virtuti Militari. Zmarła 7 lutego 2004 w Pruszkowie, została pochowana na cmentarzu w Brwinowie.

## Ordery i odznaczenia
Za swą służbę otrzymała odznaczenia:
- Krzyż Srebrny Virtuti Militari (11 listopada 1944 r.),
- Odznaka Grunwaldzka,
- Krzyż Walecznych,
- Krzyż Kawalerski Orderu Odrodzenia Polski (1971),
- Brązowy Krzyż Zasługi z Mieczami,
- Krzyż Armii Krajowej,
- Medal Wojska – czterokrotnie.